# Haßbach (Gemeinde Warth)
Haßbach ist eine Ortschaft und eine Katastralgemeinde der Gemeinde Warth im Bezirk Neunkirchen in Niederösterreich. Die Ortschaft hat 206 Einwohner (Stand 1. Jänner 2024). Bis Ende 1967 war Haßbach eine eigenständige Ortschaft.

## Geografie
Das vom Haßbach durchflossene Dorf ist über Warth erreichbar. Zur Ortschaft zählen weiters die Häusergruppe Berg, die Rotten Kreith, Molfritz, Ponholz und Schaffernak sowie mehrere Einzellagen.

## Geschichte
Laut Adressbuch von Österreich waren im Jahr 1938 in der Ortsgemeinde Haßbach ein Bäcker, ein Fleischer, vier Gastwirte, ein Gemischtwarenhändler, zwei Müller, ein Schmied, zwei Schuster und mehrere Landwirte ansässig, darunter auch der Gutsbesitz des Grafen Degenhard von Wurmbrand-Stuppach.
Mit 1. Jänner 1968 wurden im Zuge der Niederösterreichischen Kommunalstrukturverbesserung die bis dahin selbständigen Gemeinde Haßbach, Kirchau und Steyersberg nach Warth eingemeindet.